# Алафан
Алафан — район регентства Сімеулуе на острові Сімеулуе в індонезійській провінції Ачех. За переписом 2010 року загальна кількість населення становила 4479 осіб, які проживали в 969 домогосподарствах у 2005 році.

## Адміністративний поділ
Алафан адміністративно поділяється на 8 деса / келурахан:
1. Левак
2. Ламерем
3. Серафон
4. Лхок Паух
5. Лангі
6. Любук Байк
7. Лхок Далам
8. Лафаха